# Глишич, Этьен
Этьен Франсуа Глишич (фр. Etienne Francois Glichitch, 23 ноября 1925, Грас, Франция — 15 августа 2016, Рюэй-Мальмезон, Франция) — французский спортивный функционер, судья, тренер. Президент Международной федерации хоккея на траве в 1983—1996 годах.

## Биография
Этьен Глишич родился 23 ноября 1925 года во французском городе Грас.
Начал работать в хоккее на траве в Париже в качестве тренера, организовав во Франции несколько тренерских курсов, которые вышли на международный уровень. Многие занятия проводил лично.
По просьбе президента Французской федерации хоккея на траве Алена Дане занялся реорганизацией судейского комитета, проводил многочисленные семинары и курсы.
В 1960 году судил матчи хоккейного турнира летних Олимпийских игр в Риме.
В 1961 году был избран в Совет Международной федерации хоккея на траве (ФИХ). В 1964 году вошёл в директорат летних Олимпийских игр в Токио.
В 1966—1984 годах был почётным секретарём федерации.
В 1984—1996 годах был президентом ФИХ. В этот период сделал значительный вклад в расширение географии хоккея на траве и развитие женского хоккея.
За участие в десяти Олимпиадах награждён Олимпийским орденом, который ему вручил президент МОК Хуан Антонио Самаранч.
После ухода с поста до 2005 года был президентом Фонда по развитию хоккея на траве.
Умер 15 августа 2016 года во французском городе Рюэй-Мальмезон. Похоронен на кладбище Пер-Лашез в Париже.

## Семья
Жена Маргарет, имел нескольких детей.

## Память
В 2016 году основана премия Этьена Глишича. Её ФИХ вручает каждые два года континентальной или национальной хоккейной ассоциации, которая сделала значительный вклад в развитие хоккея на траве на местном, континентальном, национальном или международном уровне.